# 程序设计
计算机程序设计（英語：Computer programming），或稱程式設計（coding），是给程序解决出特定问题的过程，軟體開發過程中的重要步驟。程序设计方法往往以某种程序设计语言为工具，给出这种语言下的程序。程序设计过程一般包括分析、设计、编碼、测试、除错等不同阶段。

## 发展历程
在计算机技术发展的早期，軟體開發主要就是程序设计。但随着技术的发展，软件系统越来越复杂，逐渐分化出许多专用的软件系统，如操作系统、数据库系统、应用服务器，而且这些专用的软件系统愈来愈成为普遍的系統環境的一部分。这种情况下軟體開發的内容越来越丰富，不再只是纯粹的程序设计，还包括数据库设计、用户界面设计、通信协议设计和复杂的系统配置过程。
空間方面，在早期，由于机器资源比较昂贵，如何縮小儲存空間往往是设计关心的首要重點；而随着硬件技术的飞速发展，電腦上資料儲存媒體的價格降低，空間不再是考慮的第一要點，一些較耗時的運算也漸漸發展出以空間換取時間的模式。
時間方面，在早期，如何加強程式效率、縮短程式執行時間是程式設計師的共同目標；而在硬體效能進步、效率差距縮小，软件规模與複雜度卻日益增加的現在，程序的结构、可维护性、重複使用性、彈性等因素更顯得重要。在多人合作的程式設計專案裡，程式設計師們會加上各種註解以協助其他參與者理解程式碼，此行為雖然對執行時間的縮短沒有幫助，還會加重儲存空間的負擔，但卻因能達到較好的溝通並提高程式碼的可維護性，而成為目前的主流。
然而，隨著智慧型手機等攜帶裝置的興起，執行時間的縮短與儲存空間的有效運用再次成為焦點，形成與主機伺服器類型應用程式不同的重點考慮方向。

## 设计工具
- 开发环境
  - 源代码编辑器、编译器、解释器、调试工具
  - 集成开发环境
  - 可视化开发环境
  - 计算机辅助软件工程

## 圖像展覽

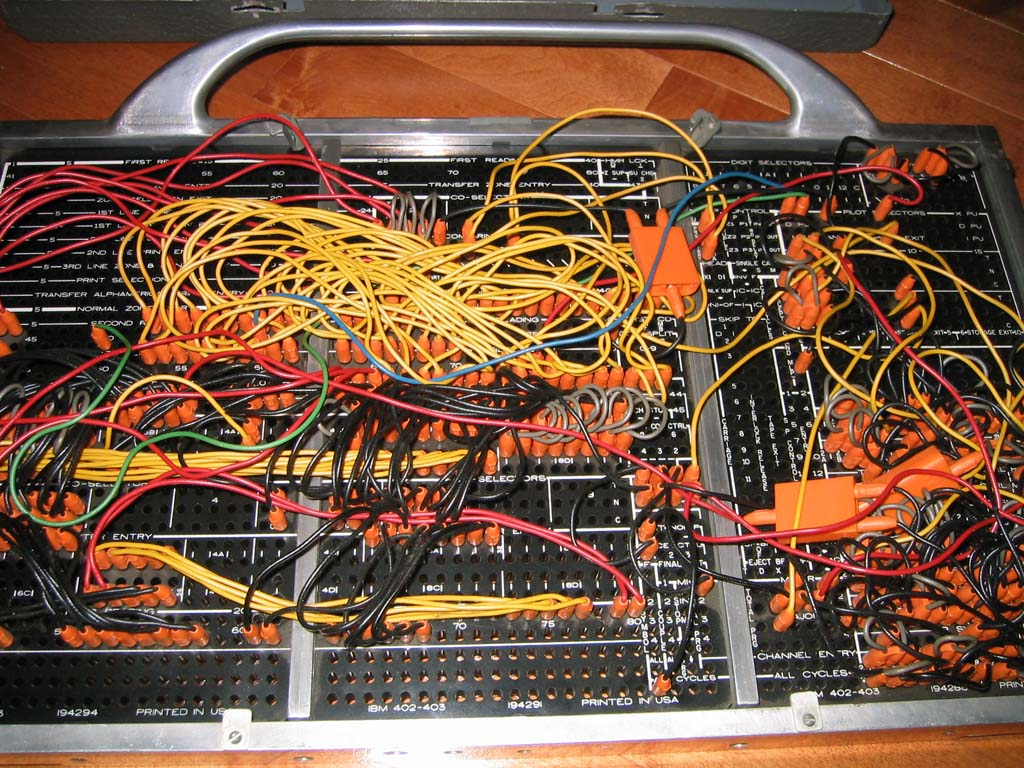
早期IBM 402會計電腦的程式是用改變線路連接的方式來撰寫
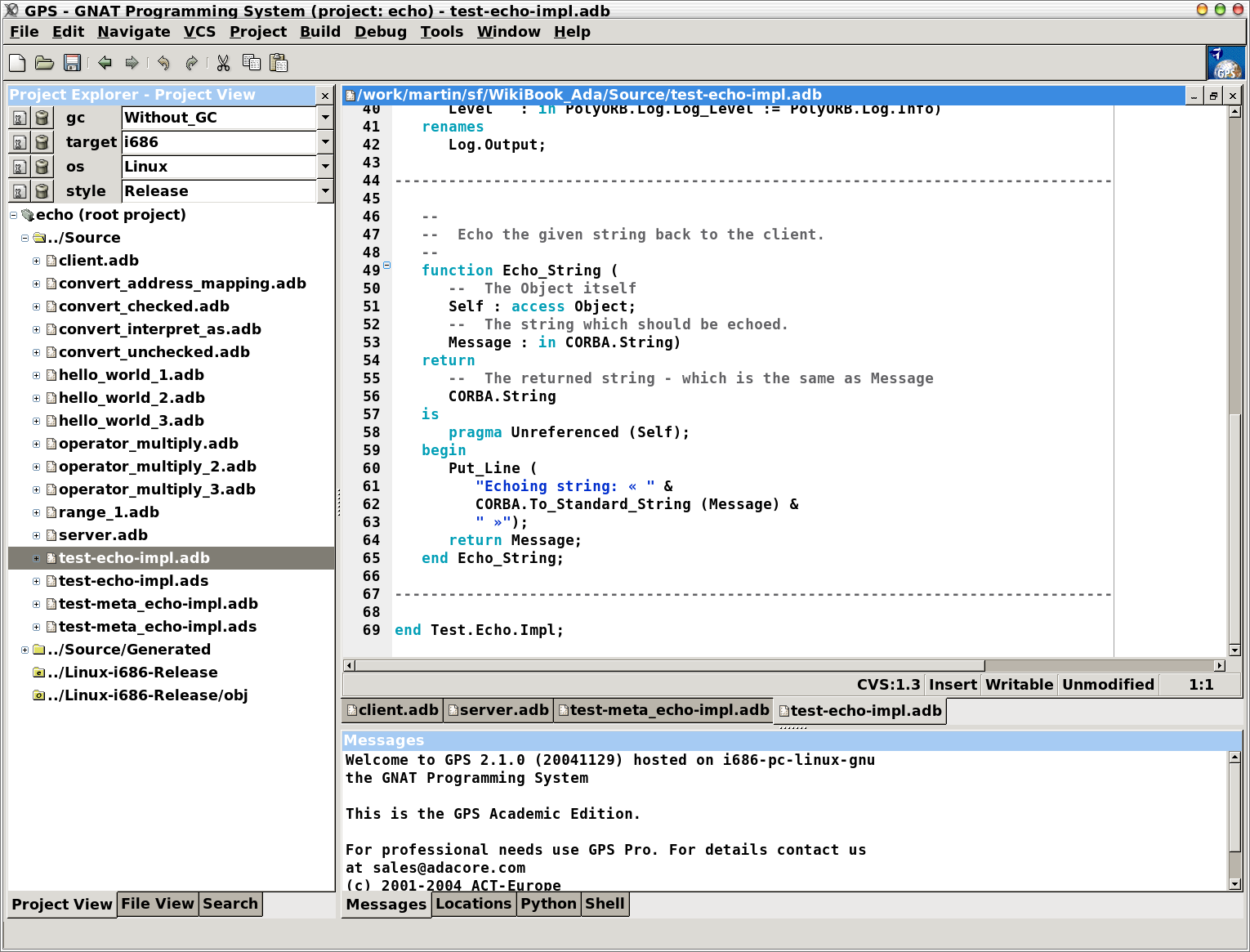
GNAT程式設計軟體
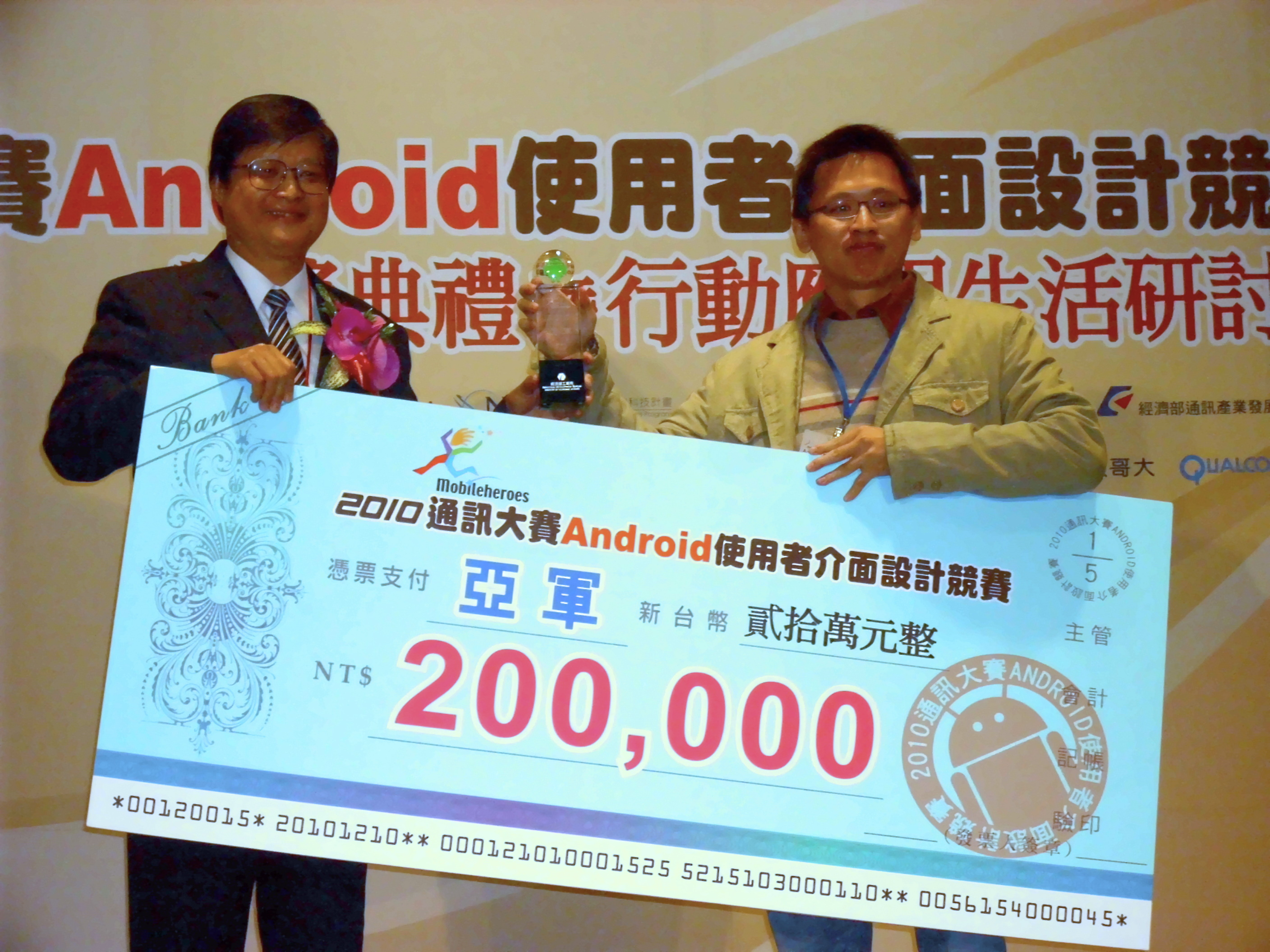
中華民國經濟部舉辦的手機程式設計比賽